# Arquidiócesis de Quito
La arquidiócesis de Quito (en latín: Archidioecesis Quitensis) es una circunscripción eclesiástica de la Iglesia católica en Ecuador. Se trata de una arquidiócesis latina, sede metropolitana de la provincia eclesiástica de Quito. Desde el 5 de abril de 2019 su arzobispo y primado del Ecuador es Alfredo José Espinoza Mateus, de la Pía Sociedad de San Francisco de Sales.

## Territorio y organización
La arquidiócesis tiene 11 167 km² y extiende su jurisdicción sobre los fieles católicos de rito latino residentes en parte de la provincia de Pichincha, abarcando el Distrito Metropolitano de Quito y los cantones de: Cayambe, Mejía, Pedro Moncayo y Rumiñahui.

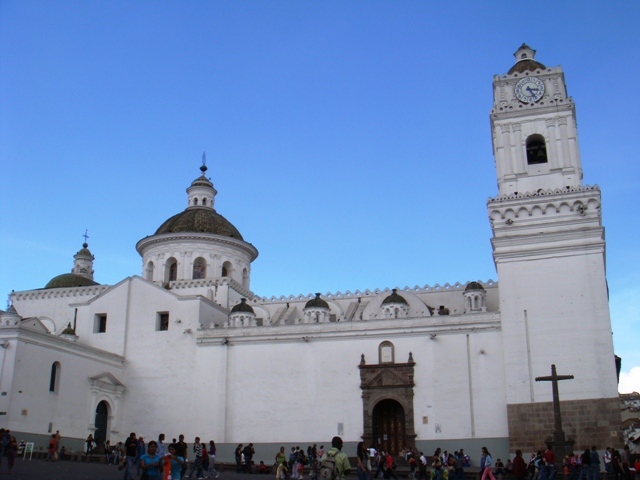
Basílica de Nuestra Señora de La Merced, en Quito

La sede de la arquidiócesis se encuentra en la ciudad de Quito, en donde se halla la Catedral de la Asunción de la Virgen María y las basílicas menores: de Nuestra Señora de La Merced, de San Francisco y de la Consagración de Jesús (Basílica del Voto Nacional). En El Quinche se halla la basílica de Nuestra Señora de la Presentación.

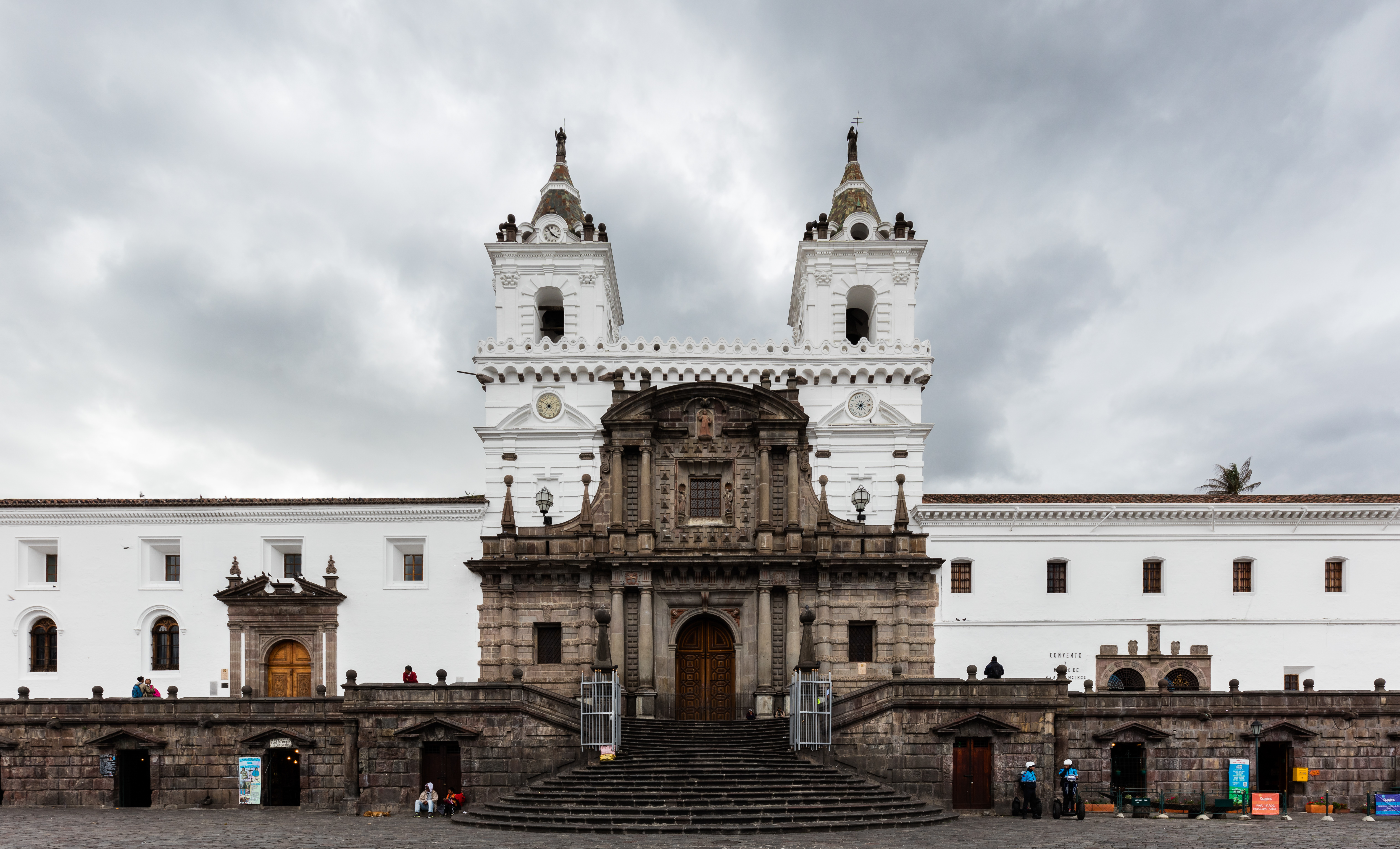
Basílica de San Francisco, en Quito

La arquidiócesis tiene como sufragáneas a las diócesis de: Ambato, Guaranda, Ibarra, Latacunga, Riobamba y Tulcán.
En 2022 en la arquidiócesis existían 194 parroquias agrupadas en 8 vicarías episcopales territoriales: Nuestra Señora de la Merced, San Miguel Arcángel, Inmaculada Concepción, Sagrado Corazón de Jesús, San Pedro y San Pablo, Santa Marianita de Jesús, Santo Hermano Miguel y El Quiche.
Santuarios

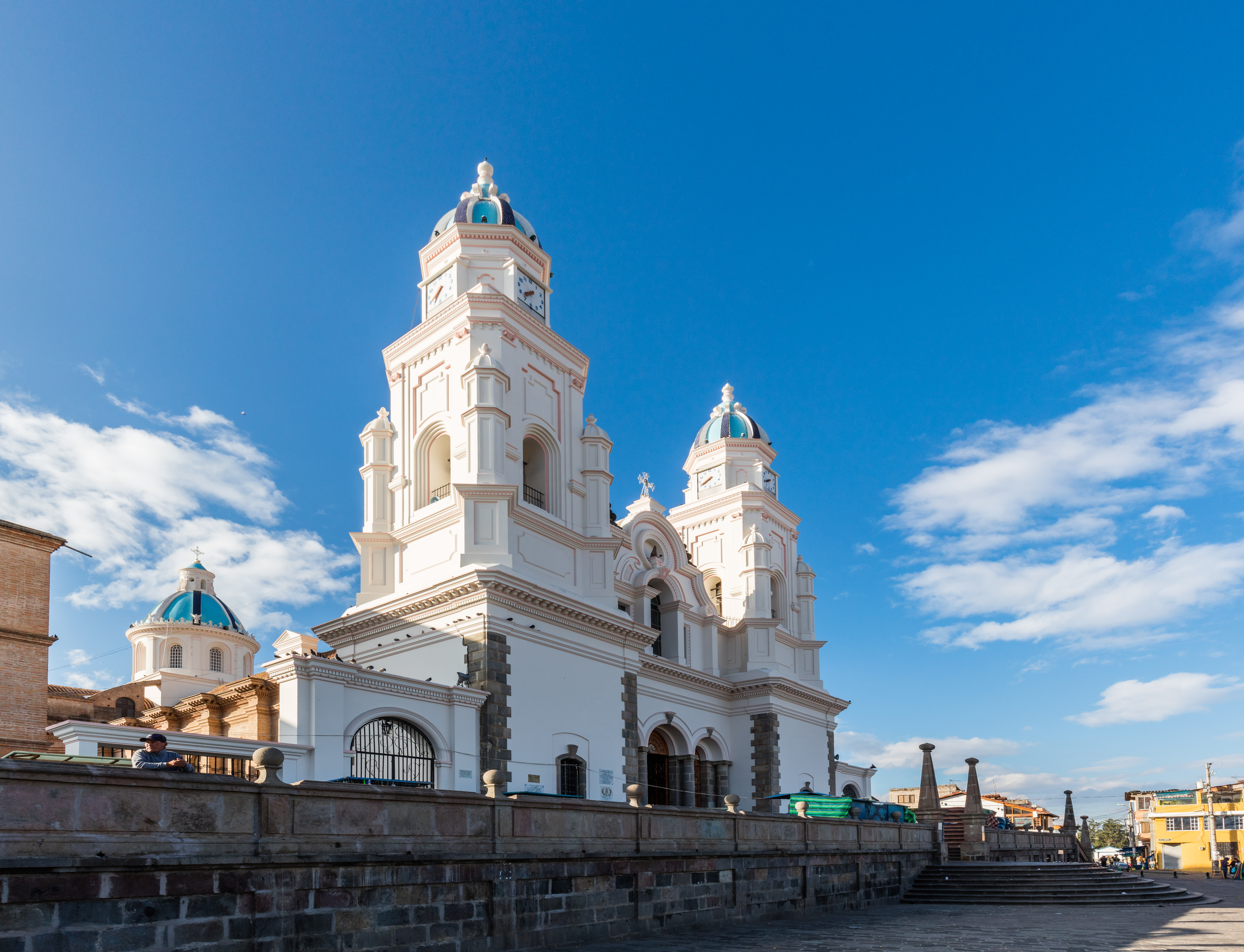
Basílica de Nuestra Señora de la Presentación, en El Quinche

- Santuario de Nuestra Señora de Guápulo
- Capilla santuario El Señor del Árbol
- Santuario Nuestra Señora de la Natividad, en Tabacundo

Iglesias-conventos
- Iglesia y convento de la Compañía de Jesús
- Iglesia y convento de San Agustín
- Iglesia y monasterio de la Inmaculada Concepción (Nuestra Señora del Buen Suceso)

Otras iglesias destacadas
- Iglesia de Santo Domingo
- Iglesia de La Dolorosa del Colegio

## Historia

### Antecedentes
El 20 de diciembre de 1534 se erigió la parroquia de Quito por parte del fundador de la ciudad, Sebastián de Belalcázar, quien le asignó al presbítero Juan de Rodríguez un solar y los lotes al costado sur de la Plaza Mayor, en donde se erigió la iglesia parroquial (actual catedral).
Originalmente la parroquia de Quito pertenecía a la diócesis de Panamá. El 5 de septiembre de 1536, con la erección de la diócesis del Cuzco, pasó a su dependencia. Al erigirse la diócesis de Lima el 14 de mayo de 1541, la parroquia de Quito pasó a su dependencia.

### Diócesis
La diócesis de Quito fue erigida a petición del emperador Carlos V el 8 de enero de 1545 con la bula Super specula Militantis Ecclesiae del papa Paulo III, obteniendo el territorio de la arquidiócesis de Lima, de la que originalmente era sufragánea. El primer obispo de Quito fue García Díaz Arias quien fue elegido al mismo tiempo, siendo ordenado como tal el 5 de junio de 1547. La antigua iglesia matriz se erigió como Catedral de la Asunción de la Virgen María. Desde su erección hasta 1786, el territorio diocesano se extendió a toda la Real Audiencia de Quito y por tanto era mayor que el actual territorio del Ecuador.
En 1569 el obispo Pedro de la Peña estableció un primer seminario en el palacio episcopal, que en 1585 fue trasladado a la iglesia de Santa Bárbara. En 1594 el seminario, dedicado a San Luis de Francia, fue confiado a los jesuitas, quienes lo mantuvieron hasta su expulsión en 1767, tras lo cual pasó al clero secular.
El 16 de enero de 1769 la diócesis cedió una porción de su territorio para la erección de la entonces diócesis de Cuenca.
Los últimos tiempos de la época colonial española se caracterizaron por una estrecha dependencia de la Corona, lo que con la expulsión de los jesuitas y el desmantelamiento de sus misiones en la zona oriental de la diócesis, provocó un freno y descenso de la actividad pastoral.
Peor aún fue la situación al inicio de la república, que pretendía ejercer todos los derechos de la Monarquía española, incluido el derecho de patronato regio a los obispos presentes.
El 28 de mayo de 1803 cedió una porción de su territorio (la Comandancia General de Maynas) para la erección de la diócesis de Maynas.
El 22 de septiembre de 1835, mediante la bula Sollicitudo omnium ecclesiarum del papa Gregorio XVI, cedió algunas parroquias a la entonces diócesis de Popayán que luego de la disolución de la Gran Colombia había quedado en territorio de Colombia.
El 29 de enero de 1838 cedió otra porción de su territorio para la erección de la entonces diócesis de Guayaquil mediante la bula In supremo beati del papa Gregorio XVI.

### Arquidiócesis

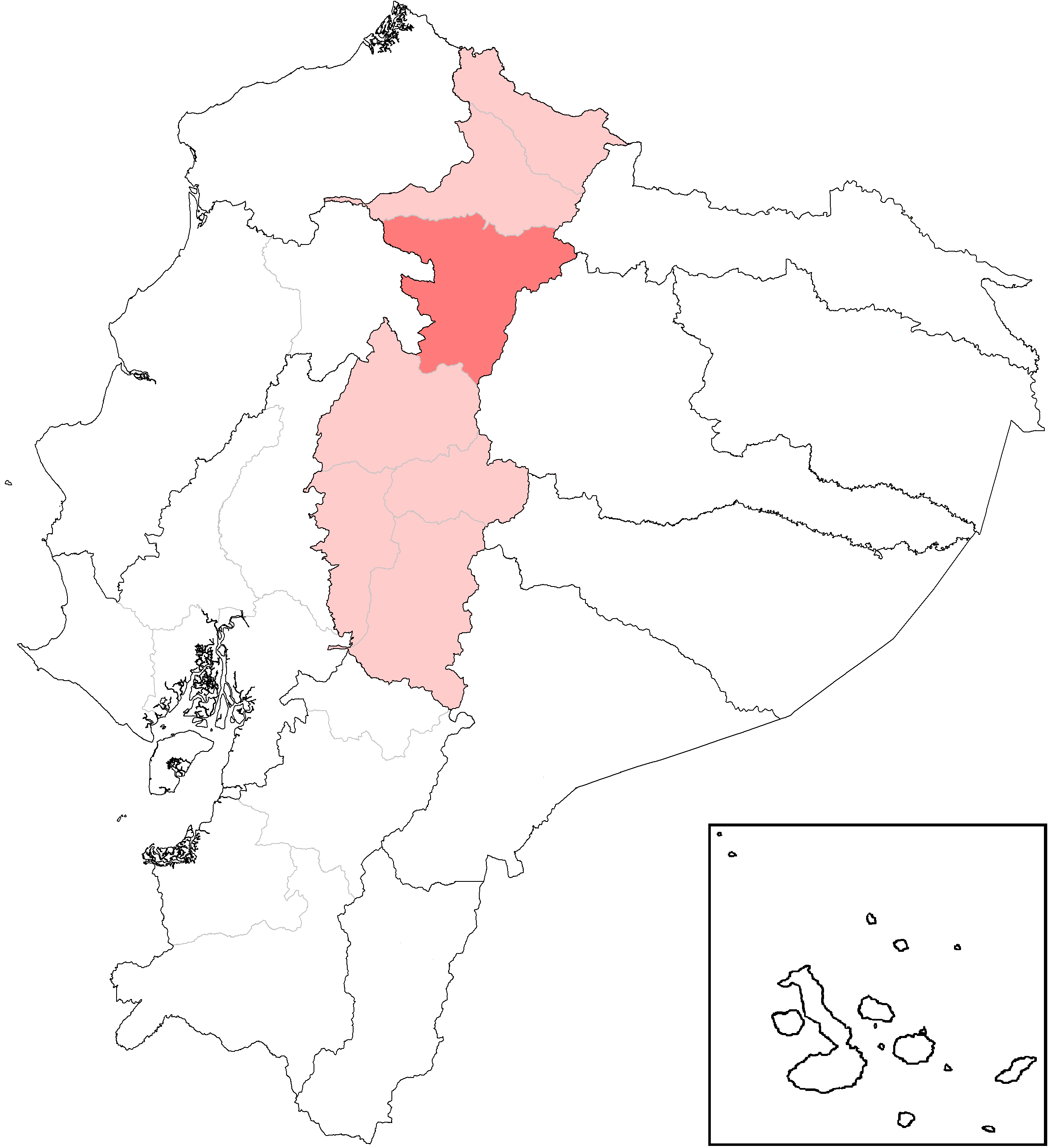
Mapa de la provincia eclesiástica de Quito.

El 13 de enero de 1848 la diócesis fue elevada al rango de arquidiócesis metropolitana mediante la bula Nos semper Romanis Pontificibus del papa Pío IX. Nicolás Joaquín de Arteta y Calisto, quien se desempeñaba como obispo de Quito, fue elevado a arzobispo. Originalmente pasó a tener como diócesis sufragáneas a las diócesis de Cuenca y Guayaquil. 
Posteriormente cedió porciones de su territorio para la erección de nuevas circunscripciones eclesiásticas:
- la entonces diócesis de Bolívar e Ibarra el 29 de diciembre de 1862 por bula del papa Pío IX;[10]
- la entonces diócesis de Portoviejo el 23 de marzo de 1870 mediante la bula Multiplices inter del papa Pío IX;[11]
- el vicariato apostólico de Napo el 7 de febrero de 1871;
- la diócesis de Ambato el 28 de febrero de 1948 mediante la bula Quae ad maius del papa Pío XII;[12]
- la diócesis de Latacunga el 5 de diciembre de 1963 mediante la bula Novam dioecesim' del papa Pablo VI;[13]
- la entonces prelatura territorial de Santo Domingo de los Colorados el 5 de enero de 1987 mediante la bula Patres atque pastores del papa Juan Pablo II.[14]

En 1862 a los jesuitas que se habían restablecido en el Ecuador se les confió nuevamente el seminario, que diez años después pasó a la dirección de los padres lazaristas y estaba dedicado a san José.

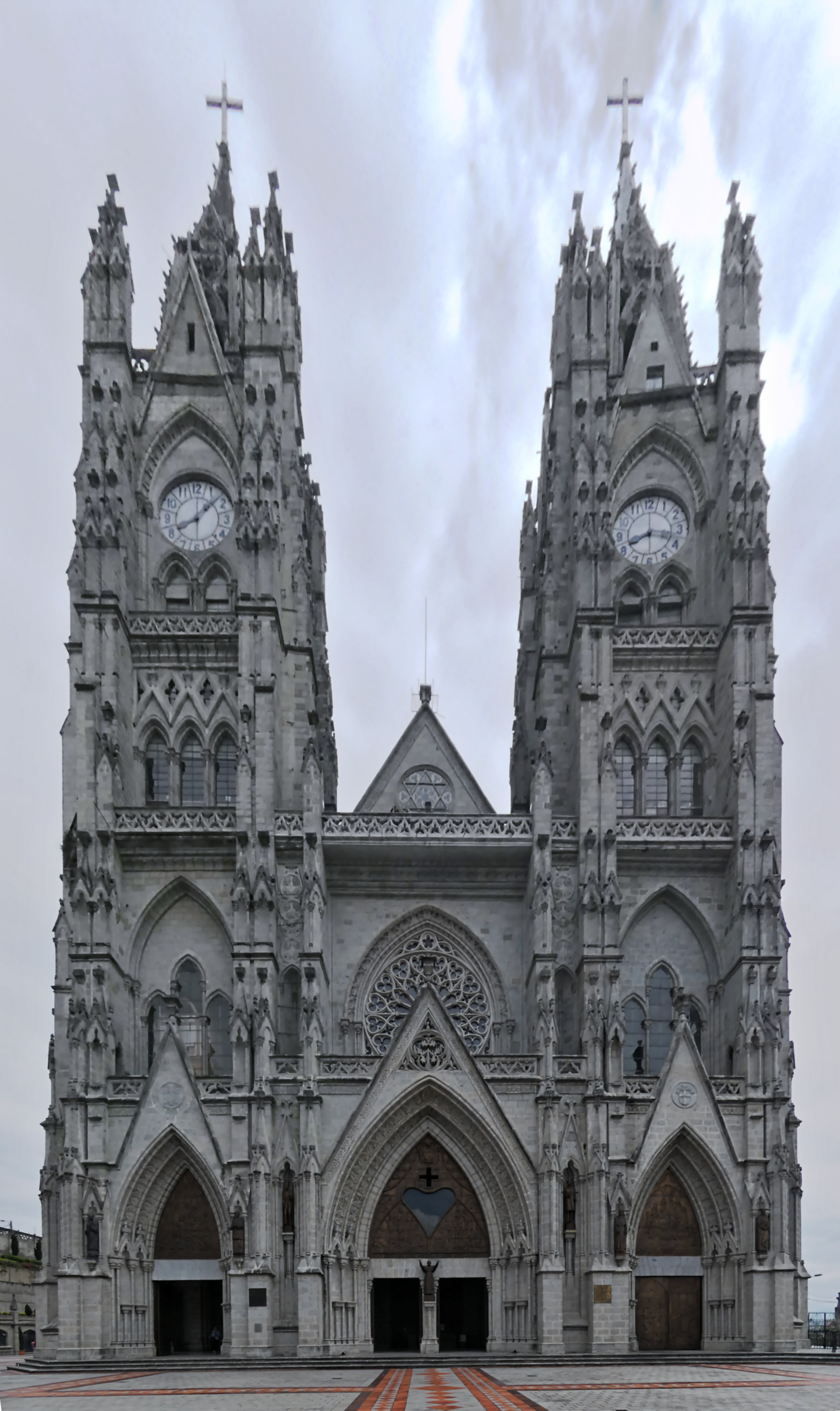
Basílica del Voto Nacional, en Quito

Durante la presidencia de Gabriel García Moreno y el arzobispado de José Ignacio Checa y Barba, el 25 de marzo de 1873 la República del Ecuador fue el primer país en el mundo que se consagró oficialmente al Sagrado Corazón de Jesús y al Inmaculado Corazón de María. El Gobierno Nacional, determinó que en honor a esta consagración, se construyera en Quito una gran basílica denominada Basílica del Voto Nacional.
El 6 de agosto de 1875 el presidente García Moreno fue asesinado por masones; menos de dos años después, el arzobispo José Ignacio Checa y Barba también fue asesinado el 30 de marzo de 1877, envenenando el cáliz durante la misa del Viernes Santo.
El 20 de abril de 1906 una litografía de la Virgen Dolorosa fue vista por 38 personas abriendo y cerrando los ojos. Tras un juicio canónico, se declaró la autenticidad del milagro.
En 1946 se fundó la Universidad Católica del Ecuador.

### Arquidiócesis primada
El 11 de noviembre de 1995 por decreto de la Congregación para los Obispos se elevó la arquidiócesis a sede primada, otorgando a los arzobispos de Quito el título de primado del Ecuador (Primas Aequatoria).

## Estadísticas
Según el Anuario Pontificio 2023 la arquidiócesis tenía a fines de 2022 un total de 2 631 835 fieles bautizados.
| Año                                                                             | Población            | Población | Población      | Sacerdotes | Sacerdotes    | Sacerdotes    | Bautizados por sacerdote | Diáconos permanentes | Religiosos | Religiosos | Parroquias |
| Año                                                                             | Bautizados católicos | Total     | % de católicos | Total      | Clero secular | Clero regular | Bautizados por sacerdote | Diáconos permanentes | Varones    | Mujeres    | Parroquias |
| ------------------------------------------------------------------------------- | -------------------- | --------- | -------------- | ---------- | ------------- | ------------- | ------------------------ | -------------------- | ---------- | ---------- | ---------- |
| 1950                                                                            | 564 000              | 565 550   | 99.7           | 318        | 128           | 190           | 1773                     |                      | 500        | 864        | 66         |
| 1966                                                                            | 682 997              | 682 997   | 100.0          | 422        | 134           | 288           | 1618                     |                      | 623        | 1332       | 73         |
| 1968                                                                            | 770 000              | 779 564   | 98.8           | 439        | 152           | 287           | 1753                     |                      | 728        | 1263       | 87         |
| 1976                                                                            | 910 827              | 1 001 980 | 90.9           | 420        | 140           | 280           | 2168                     |                      | 526        | 1376       | 92         |
| 1980                                                                            | 1 164 000            | 1 293 000 | 90.0           | 410        | 132           | 278           | 2839                     |                      | 465        | 1457       | 100        |
| 1990                                                                            | 1 338 482            | 1 487 207 | 90.0           | 451        | 138           | 313           | 2967                     | 4                    | 670        | 1419       | 118        |
| 1999                                                                            | 1 786 500            | 1 985 000 | 90.0           | 464        | 174           | 290           | 3850                     | 5                    | 664        | 1751       | 150        |
| 2000                                                                            | 2 014 000            | 2 120 000 | 95.0           | 430        | 152           | 278           | 4683                     | 4                    | 657        | 1837       | 159        |
| 2001                                                                            | 2 010 000            | 2 250 000 | 89.3           | 455        | 171           | 284           | 4417                     | 4                    | 668        | 1853       | 159        |
| 2002                                                                            | 1 845 000            | 2 050 000 | 90.0           | 468        | 188           | 280           | 3942                     | 3                    | 639        | 2201       | 163        |
| 2003                                                                            | 1 886 400            | 2 096 000 | 90.0           | 471        | 192           | 279           | 4005                     | 3                    | 703        | 1987       | 165        |
| 2004                                                                            | 1 893 295            | 2 103 661 | 90.0           | 456        | 184           | 272           | 4151                     | 3                    | 694        | 1843       | 165        |
| 2010                                                                            | 2 115 000            | 2 350 000 | 90.0           | 433        | 179           | 254           | 4884                     | 2                    | 797        | 1542       | 173        |
| 2014                                                                            | 2 360 354            | 2 682 221 | 88.0           | 449        | 196           | 253           | 5256                     | 1                    | 636        | 877        | 175        |
| 2017                                                                            | 2 465 529            | 2 900 622 | 85.0           | 323        | 174           | 149           | 7633                     |                      | 837        | 1311       | 184        |
| 2020                                                                            | 2 743 700            | 3 228 233 | 85.0           | 310        | 192           | 118           | 8850                     | 2                    | 650        | 1059       | 194        |
| 2022                                                                            | 2 631 835            | 3 321 012 | 79.2           | 315        | 199           | 116           | 8355                     | 4                    | 606        | 1125       | 194        |
| Fuente: Catholic-Hierarchy, que a su vez toma los datos del Anuario Pontificio. |                      |           |                |            |               |               |                          |                      |            |            |            |

Radios pertenecientes a la arquidiócesis
- Radio Católica Nacional del Ecuador
- Radio María Ecuador
- Radio Jesús del Gran Poder. Francisco Stereo
- Radio HCM1. La voz del Santuario de El Quinche

Universidades de la arquidiócesis
- Pontificia Universidad Católica del Ecuador
- Universidad Politécnica Salesiana
- Universidad Técnica Particular de Loja
- Instituto de Formación Paulo VI
- Instituto Tecnológico Pastoral del Ecuador

## Episcopologio
| Foto | Escudo | Nombre del titular                         | Período                                      | Fin del cargo (razón) |
| ---- | ------ | ------------------------------------------ | -------------------------------------------- | --------------------- |
|      |        | Antonio José cardenal González Zumárraga † | 11 de noviembre de 1995-21 de marzo de 2003  | Retirado              |
|      |        | Raúl Eduardo Vela Chiriboga †              | 21 de marzo de 2003-11 de septiembre de 2010 | Retirado              |
|      |        | Fausto Gabriel Trávez Trávez, O.F.M.       | 11 de septiembre de 2010-5 de abril de 2019  | Retirado              |
|      |        | Alfredo José Espinoza Mateus, S.D.B.       | Desde el 5 de abril de 2019                  |                       |